# Аббідорні
Аббідорні (англ. Abbeydorney; ірл. Mainistir Ó dTorna) — село в Ірландії, знаходиться в графстві Керрі (провінція Манстер).

## Демографія
Населення — 418 особи (за переписом 2016 року). У 2002 році населення було 218 чоловік.